# Dysgonia masama
Dysgonia masama is een vlinder uit de familie spinneruilen (Erebidae). De wetenschappelijke naam is voor het eerst geldig gepubliceerd in 1981 door Griveaud.
De soort komt voor in tropisch Afrika.